# María Bencomo
María Bencomo (6 de febrero de 1964, Maracaibo, estado Zulia, Venezuela) es una artista plástico venezolana, primera en recibir el Premio Nacional de Arte Popular Bárbaro Rivas, en el Salón Arturo Michelena en 1985.
Con su estilo artístico busca representar la cultura popular de su ciudad natal. A través de una expresión colorida, recrea los caracteres iconográficos de las reproducciones, grabados, estampas y medallas del ámbito religioso. De acuerdo con las teorías miméticas del arte, su método se basa fundamentalmente en representar la naturaleza y la sociedad, en cuyo legado de color deja plasmado el arcoíris con el sol radiante de Maracaibo.